# Kunstendecreet
Het Kunstendecreet is een instrument van de Afdeling Kunsten van het  Departement Cultuur, Jeugd en Media van de Vlaamse Gemeenschap dat de ondersteuning van de professionele Vlaamse kunsten regelt.
Het Kunstendecreet is het kader voor de subsidiëring van de professionele kunsten binnen alle kunstdisciplines behalve film en letteren. Daarvoor zijn respectievelijk het Vlaams Audiovisueel Fonds en het Literatuur Vlaanderen bevoegd.

## Geschiedenis
Het Kunstendecreet ontstond in 2004 als antwoord op de veranderde noden binnen het Vlaamse kunstenlandschap. In 2006 werd het Kunstendecreet van kracht als opvolger van het Podiumkunstendecreet, het Muziekdecreet en de subsidiëring der letteren.
In 2012 volgde een evaluatie van het Kunstendecreet en stemde het Vlaams Parlement in december 2013 in met een nieuwe versie van het Kunstendecreet. Sinds einde 2015 dienen kunstenaars en kunstenorganisaties hun subsidiedossiers via deze nieuwe regelgeving in.